# György Kurtág
György Kurtág (Lugoj, Roménia, 19 de fevereiro de 1926) é um compositor húngaro de música contemporânea. 

## Biografia
Nasceu em Lugoj, Roménia, perto do lugar de nascimento do seu colega húngaro György Ligeti. Ambos jovens compositores esperavam estudar com Béla Bartók em Budapeste em 1945, mas Bartók morreu nos Estados Unidos da América e Kurtág começou a estudar piano, composição e música de câmara com outros professores de Academia de Música Franz Liszt em Budapeste. Entre as suas primeiras obras havia uma Cantata coreana que expressava a sua solidariedade com os coreanos do norte na Guerra da Coreia contra os Estados Unidos. Só quando chegou aos 33 anos começou a colocar números de opus às suas obras.
No início da década de 1950 o regime estalinista da Hungria proscreveu as últimas obras de Bartók, e a sua música converteu-se imediatamente numa forma de reunião para os artistas que criavam um suporte contra o autoritarismo. Também foram proibidas na Hungria até meados dos anos 50 as obras de Arnold Schoenberg, e a obra dos períodos médio e último de Ígor Stravinski. Para escapar desta camisa de forças criativa Kurtág mudou-se para Paris em 1957 para estudar música com Olivier Messiaen, Darius Milhaud e Max Deutsch. Também teve consultas com a psicóloga da arte húngara Marianne Stein, e os seus conselhos seriam muito influentes no seu futuro desenvolvimento. Enquanto estava em Paris escreveu o seu primeiro quarteto de cordas, outorgando-lhe a 'Opus 1' para assim marcar uma quebra decisiva em suas composições até à data. Regressou a Budapeste em 1958, fazendo um alto por alguns dias em Colónia, onde ouviu pela primeira vez gravações da recente Gruppen de Karlheinz Stockhausen e música electrónica de Ligeti. Esta experiência também seria importante na formulação da sua nova voz compositiva.
Kurtág foi designado professor de piano na Academia de Música Franz Liszt de Budapeste em 1967, e professor de música de câmara pouco depois; retirou-se oficialmente da Academia em 1986. Durante esse tempo entre os seus alunos estiveram pianistas de renome como András Schiff e Zoltán Kocsis. Entre 1993 e 1995 Kurtág foi compositor residente da Filarmónica de Berlim, na qual escreveu a sua op. 33 Στηλη (Stele) (Efígie) para orquestra sinfónica. 
Teve numerosos prémios e distinções, entre eles em 1992 o Prémio de Composição Musical Príncipe Pierre do Mónaco pelas suas obras op. 27 e op. 29 (n°3 Grabstein für Stefan) e no ano 2006 obteve o Prémio Grawemeyer de Composição pela sua obra ...Concertante... para violino, viola e orquestra.

## Estilo
A linguagem musical de György Kurtág é bastante individual, mas reflete a influência dos grandes mestres Johann Sebastian Bach, Béla Bartók, Alban Berg, Ludwig van Beethoven e Olivier Messiaen. O âmbito da música de Kurtág estende-se desde Guillaume de Machaut, cuja música transcreveu para piano, passando pela arquitectura gótica francesa e indo até às obras teatrais de Samuel Beckett, as novelas de Dostoyevski e os escritos de Goethe. Kurtág fala romeno, húngaro, alemão, francês, russa, grego antigo e inglês, e as suas habilidades linguísticas são evidentes nos textos que musicou, entre eles os de Blok, Safo, Hölderlin e Franz Kafka.
Muitas das composições de Kurtág são para grupos de câmara. Messages of the late Miss R.V. Troussova Op. 17 para soprano e conjunto de câmara (sobre poemas de Rimma Dalos) estreou em Paris em 1981 estabeleceu a sua reputação, enquanto que o seu anterior concerto de câmara Refrões de Péter Bornemisza para soprano e piano também se interpreta com frequência. O seu Quasi una fantasia... Op. 27 nº 1, estreado em 1988, foi uma das primeiras obras nas quais explora os efeitos espaciais, um interesse que data do seu encontro com Gruppen em 1958. Mais recentemente Kurtág escreveu para as forças sinfónicas, e entre os seus defensores mais fortes está Simon Rattle que programou o seu Grabstein für Stephan, que rodeia o público com os instrumentos, junto com a Sinfonia nº 2 de Gustav Mahler num concerto sumamente aclamado com a Filarmónica de Viena em 1999 no Festival de Salzburgo. Esta minuciosa obra é uma elegia para o cantante, esposo da professora de psicologia Marianne Stein. 
A música de Kurtág é publicada pela editora Editio Musica Budapest.

## Obras (Seleção)
- op. 1 Quarteto de cordas nº 1
- op. 2 Quinteto de sopros
- op. 3 Oito peças para piano
- op. 4 Oito duetos para violino e címbalo
- op. 5 Signos para viola
- op. 6c Splinters para címbalo
- op. 6d Splinters para piano
- op. 12 S. K. Remembrance Noise para soprano e violino
- op. 13 "Hommage a András Mihály" para quarteto de cordas
- op. 14d Bagatelas para flauta, contrabaixo e piano
- op. 15b Pequena prédica para piccolo, trombone e guitarra
- op. 16 "Omaggio a Luigi Nono" (sobre poemas de A. Achmatova e R. Dalos) para coro misto
- op. 17 "Messages of the Late R. V. Troussova" para soprano e grupo de câmara
- op. 20 "Fragmentos de Attila József" para soprano
- op. 27/1 "... quasi una fantasia ..." para piano e grupo de câmara
- Jogos (Játékok) 7 vol. até ao momento